# Ка-Дольфин
Ка-Дольфин (итал. Ca' Dolfin, Palazzo Dolfin — дворец (Ca — сокращение от сasa — дом, дворец) в Венеции, расположенный в сестиере (районе) Дорсодуро недалеко от церкви и площади Сан-Панталон (Св. Пантелеймона), называемый также «Palazzo Secco Dolfin» (по фамилии первых владельцев). Один из многих дворцов, разбросанных по всей Венеции, когда-то принадлежавший знатной и богатой семье Дельфини, или Дольфино.

## История
Известно, что ещё в IX веке на этом месте существовала постройка. Из архивных документов следует, что там же в XIII веке находилось здание, принадлежавшее семье Барбо. Здание XIV века семьи Барбо было приобретено богатой семьей Секко, бергамского происхождения. Последние наследники, проживавшие некоторое время в Падуе, в 1621 году решили продать дом за 12 000 скуди. Покупателем стала влиятельная семья Дольфино, которая осуществила значительные перестройки.
В последующие два десятилетия Дионисио Дольфино (1663—1734), патриарх Аквилеи, и его брат Даниэле разработали обширную иконографическую программу украшения главного зала дворца. Целью было прославление их исторической семьи. Сначала, примерно в 1714 году, они призвали Николо Бамбини и Антонио Феличе Феррари для росписи потолка, а затем Джамбаттисту Тьеполо, чтобы создать между 1725 и 1729 годами десять больших картин на темы из истории Древнего Рима. В обоих случаях их, скорее всего, посоветовал другой брат, патриарх Удине Дионисио Дольфино, который уже заказывал некоторые работы этим художникам. В честь своих покровителей Тьеполо также написал (вероятно, между 1745 и 1755 годами) посмертный портрет Даниэле Дольфино, адмирала флота (умершего в 1729 году).
В последующем, после кончины многих членов могущественной в прошлом семьи, дом оставался заброшенным более семидесяти лет до 1872 года, когда для уплаты налогов на наследство недавно основанный фонд «Querini Stampalia Foundation» был вынужден распродать с аукциона сначала картины Тьеполо, а затем и всё здание с находившимися там произведениями искусства за 16 520 лир (невероятно низкая цена). Позднее Соломон Гуггенхайм продал десять полотен Тьеполо барону Ойгену Миллеру фон Айхгольцу за 50 000 лир, другие произведения — различным клиентам ещё за 30 000 лир, а в 1876 году дворец архитектору Джованни Баттиста Бруса. Работы, переданные фон Айхгольцу, пошли разными путями и в итоге оказались в различных зарубежных музеях.
В 1955 году Университет Ка-Фоскари воспользовался возможностью купить здание у семьи Амбросоли. Близость к штаб-квартире позволила ему превратить престижный зал в церемониальный, а второй и третий этажи в университетский колледж, остававшийся активным до 1972 года. К празднованию 150-летия со дня основания в 2018 году Университет создал виртуальную репрезентацию комнаты с полотнами Тьеполо, расположенными в соответствии с изначальным планом.

## Картины Тьеполо
Даниэле III Дольфино (1656—1729), брат патриарха, в своём завещании от 30 апреля 1726 года, написанном перед отъездом послом в Константинополь (где он умер 22 сентября 1729 года), выразил желание, чтобы самые известные венецианские художники написали картины для его дворца. Тьеполо в 1725—1729 годах написал десять панно на холстах одинакового формата на темы из героической истории Древнего Рима (венецианские художники предпочитали писать панно маслом на холсте, поскольку фрески во влажном венецианском климате плохо сохранялись). Он выбрал сцены «триумфов» и сражений, прославляющих доблесть и верность римлян по книгам Тита Ливия и Плутарха. Аллегории «прозрачно» намекали на славные эпизоды истории семейства Дольфин. Для большей ясности художник сопроводил панно текстами — цитатами из Тита Ливия. Надписи были вставлены в картуши вверху каждого полотна (позднее большая часть была стёрта, некоторые восстановлены после продажи с орфографическими ошибками).
Большие панно вертикального формата выстроены по принципу сценической выразительности, с подчёркиванием эффектных ракурсов, светотени и жестов крупных фигур. После распродажи три композиции: «Взятие Карфагена», «Битва при Верчелли» и «Триумф Югурты» оказались в Метрополитен-музее в Нью-Йорке. Две других: «Ганнибал, созерцающий голову Гасдрубала» и «Этеокл и Полиник под Фивами» — в Музее истории искусств в Вене. Пять картин хранятся в Санкт-Петербургском Эрмитаже: «Триумф Гая Мария» («Триумф императора»), «Кориолан под стенами Рима», «Призвание Цинцинната к власти диктатора», «Квинт Фабий Максим в Сенате Карфагена», «Муций Сцевола в лагере Порсены». Пять последних на аукционной распродаже в Париже в 1876 году приобрёл выдающийся русский историк, государственный секретарь А. А. Половцов для Училища технического рисования барона Штиглица в Санкт-Петербурге. Половцов был председателем Совета училища. Картины-панно Тьеполо были эффектно размещены в «Венецианском зале» училища Штиглица. После революции, в 1923 году при реформировании музея училища картины под предлогом лучшей сохранности были переданы в Эрмитаж.

## Серия картин-панно Дж. Б. Тьеполо

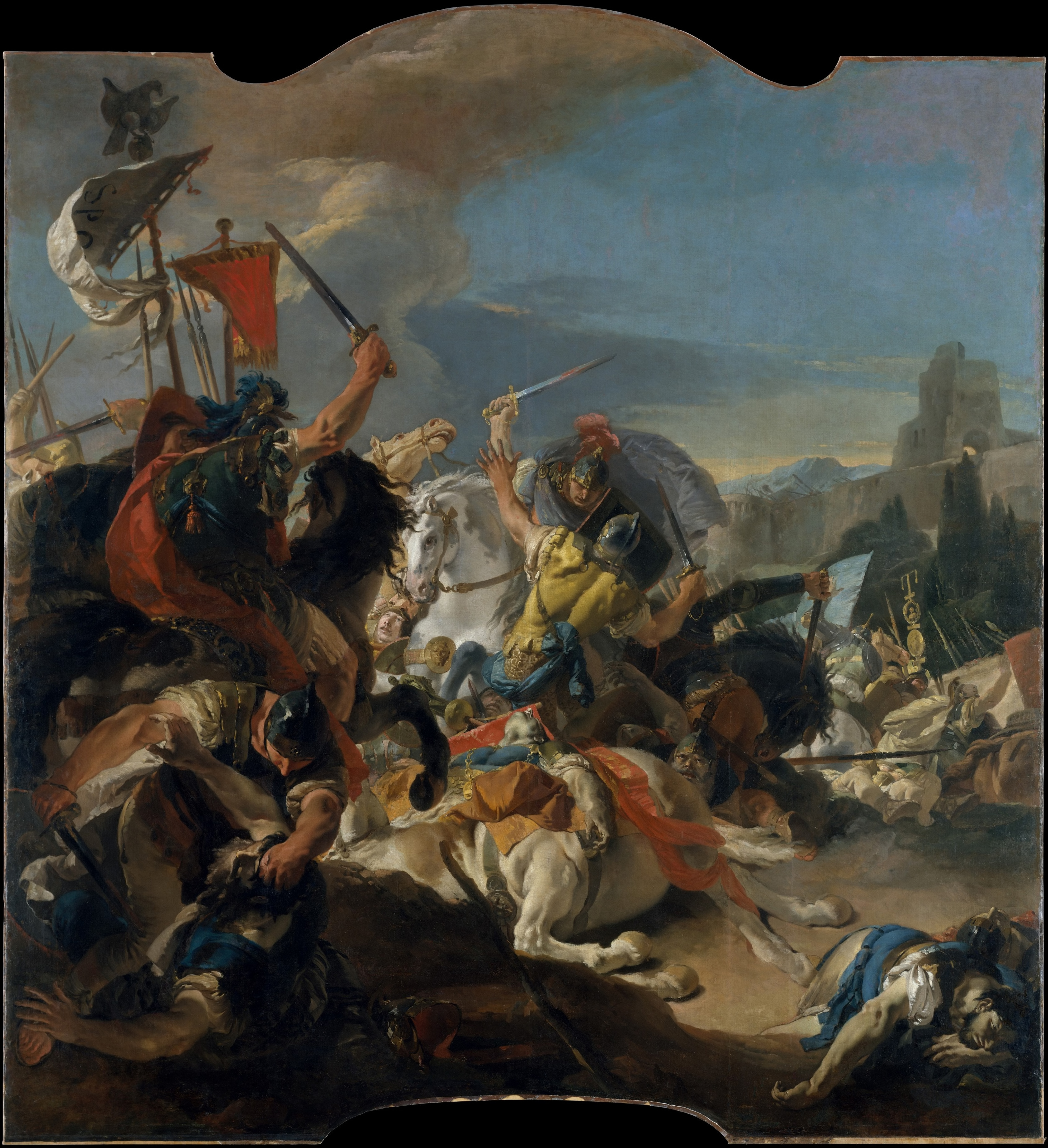
La [[Bataille de Verceil (101 av. J.-C.)|Битва при Верцеллах. Метрополитен-музей, Нью-Йорк
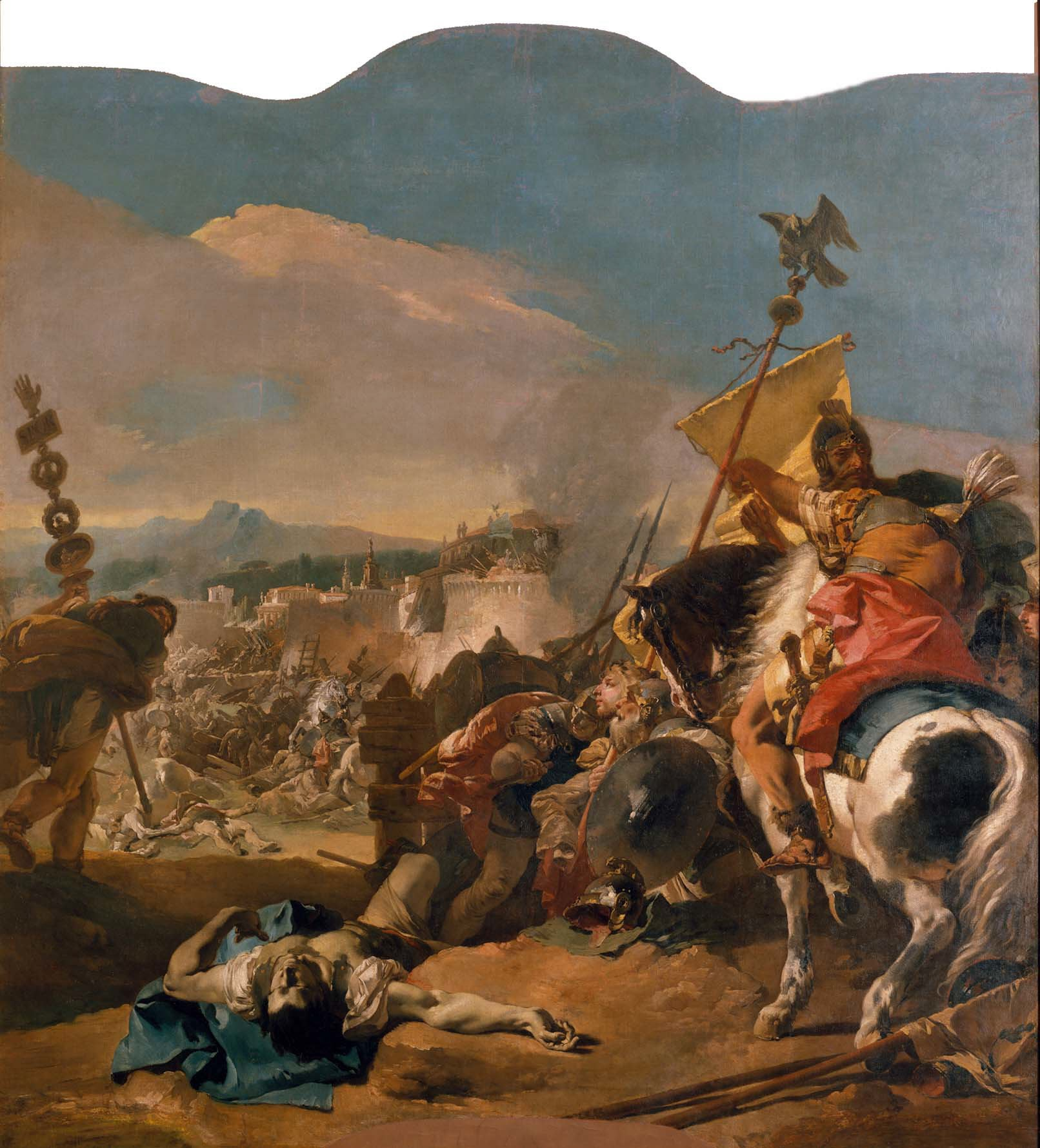
Завоевание Карфагена. Метролитен-музей, Нью-Йорк
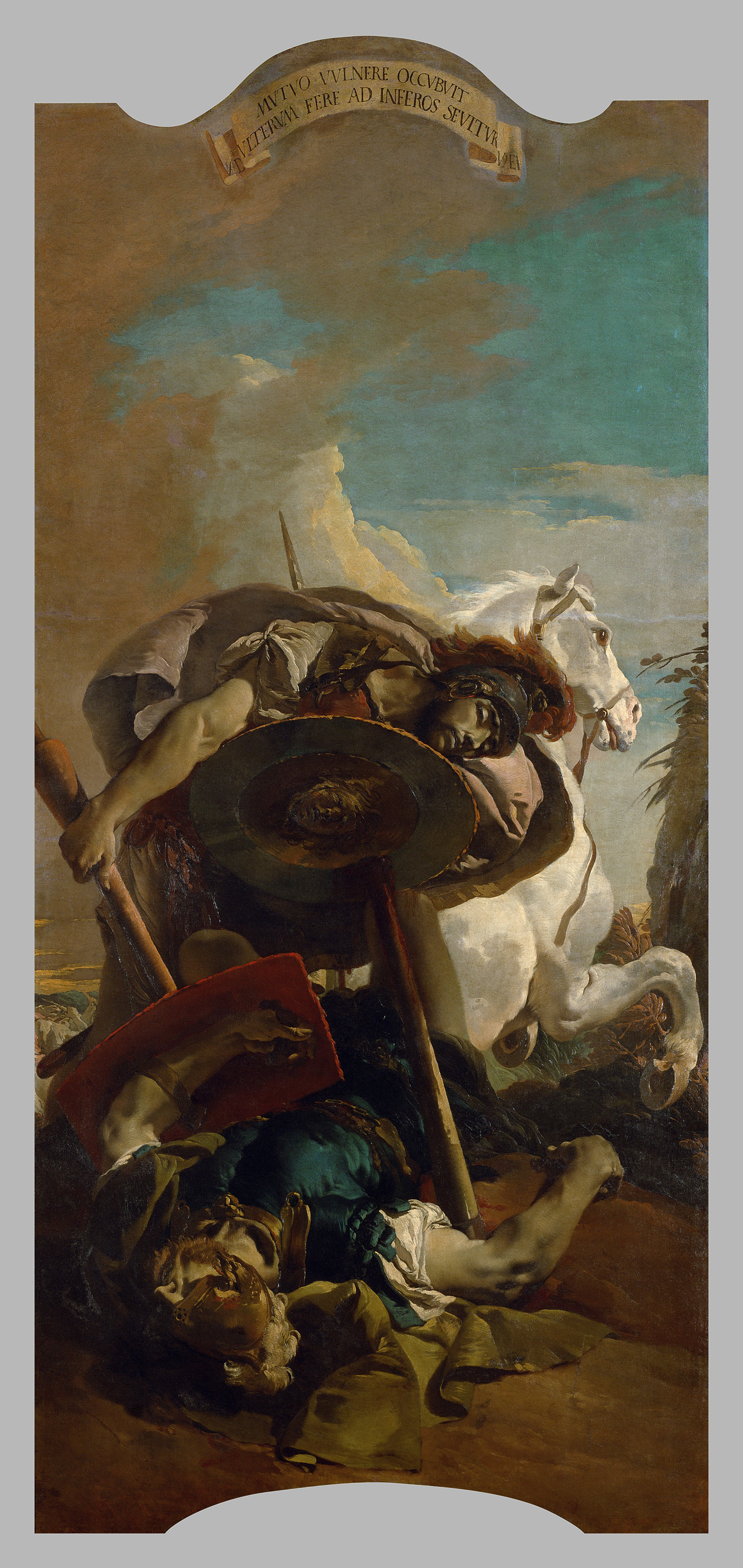
Смерть консула Луция Юния Брута. Музей истории искусств, Вена
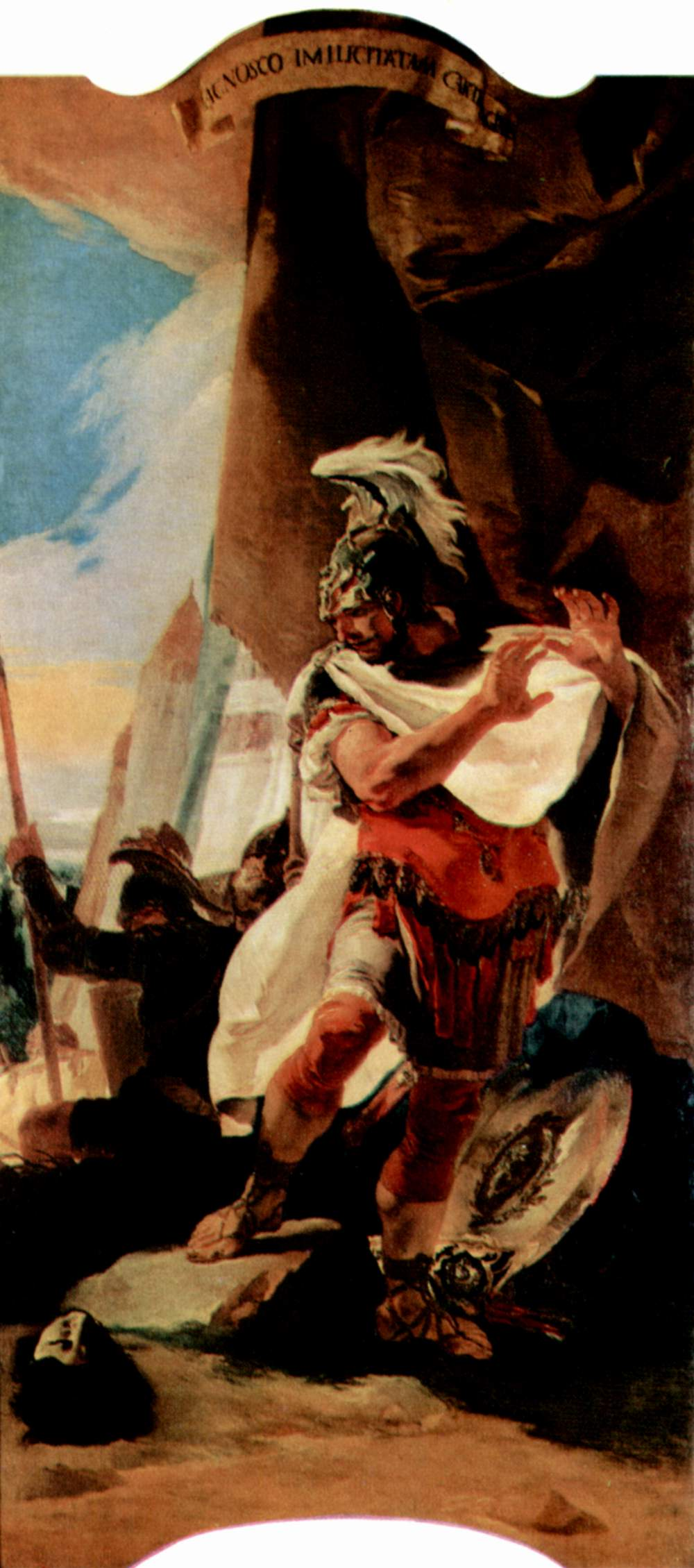
Ганнибал узнает голову своего брата Гасдрубала Барка. Музей истории искусств, Вена
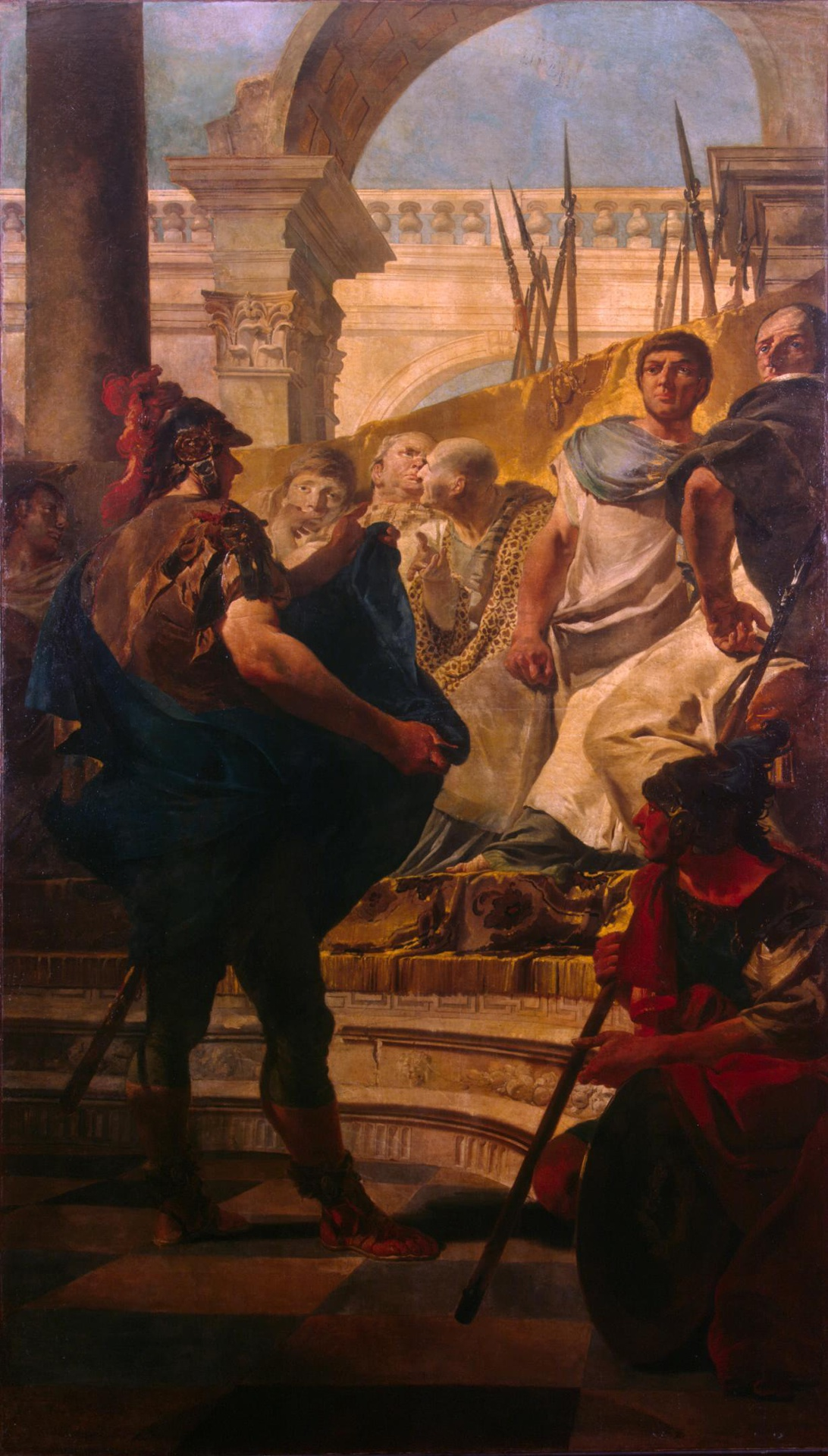
Квинт Фабий Максим перед сенатом Карфагена. Эрмитаж, Санкт-Петербург
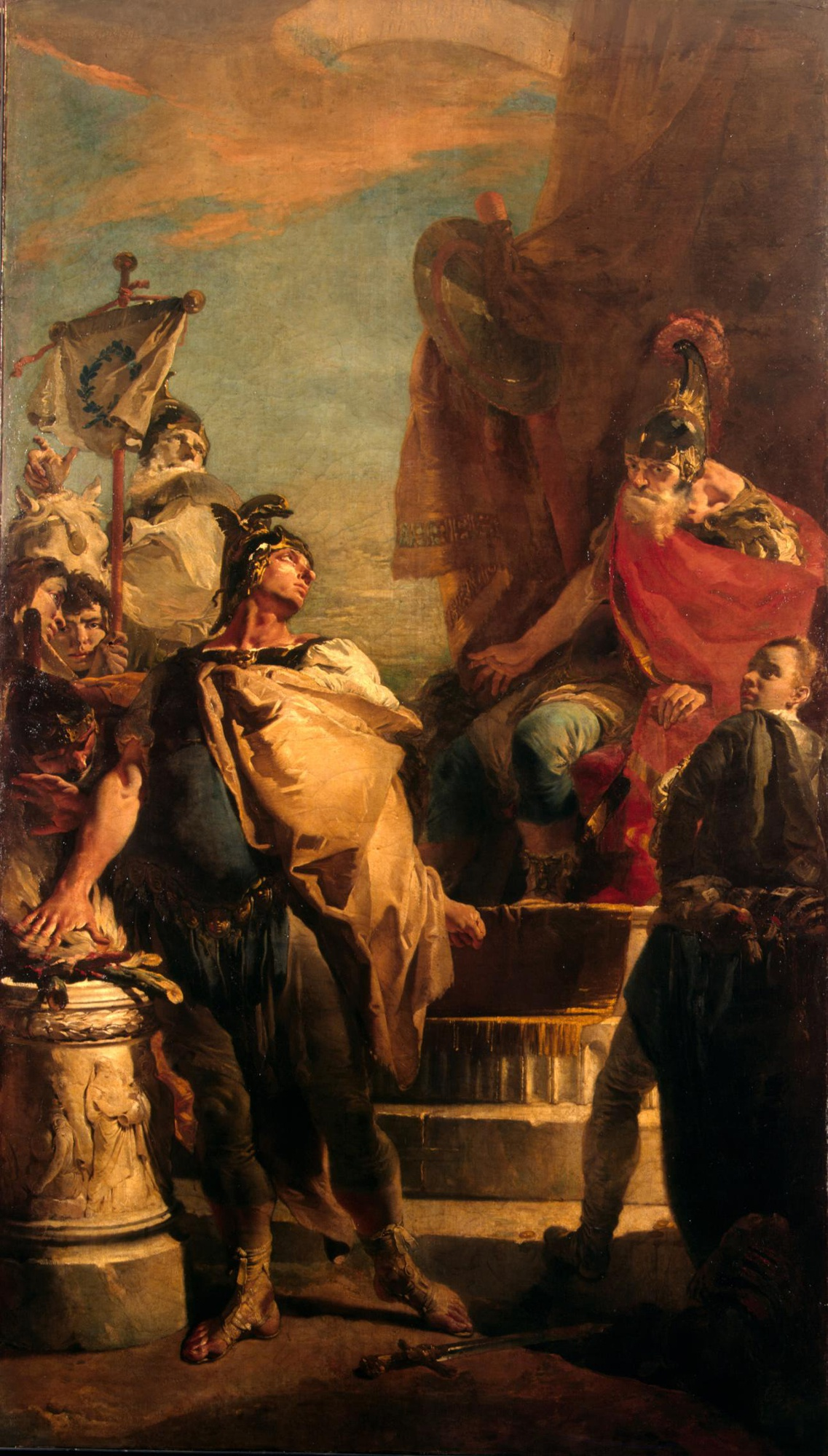
Муций Сцевола в лагере Порсены. Эрмитаж, Санкт-Петербург
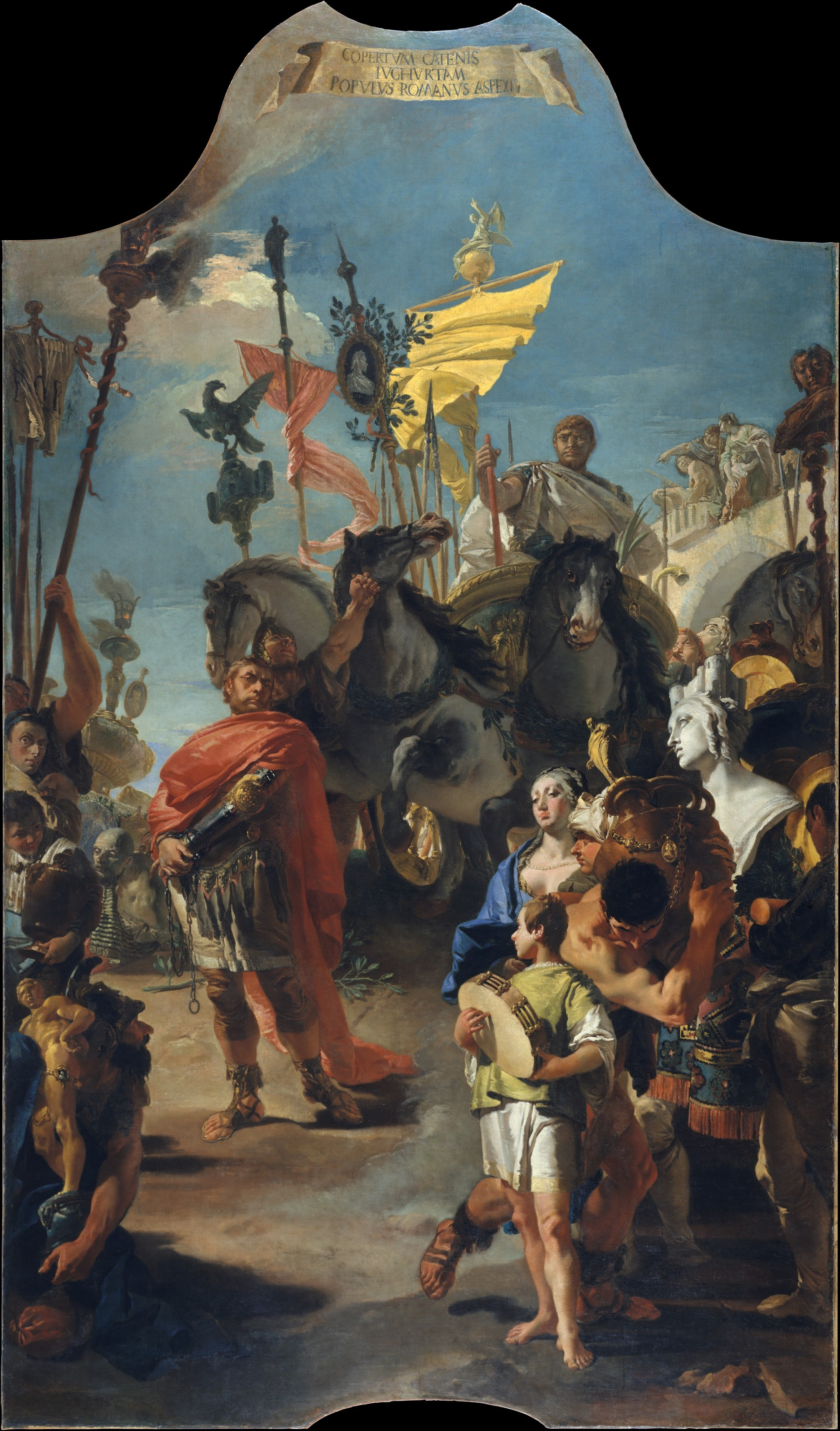
Триумф Гая Мария. Метролитен-музей, Нью-Йорк
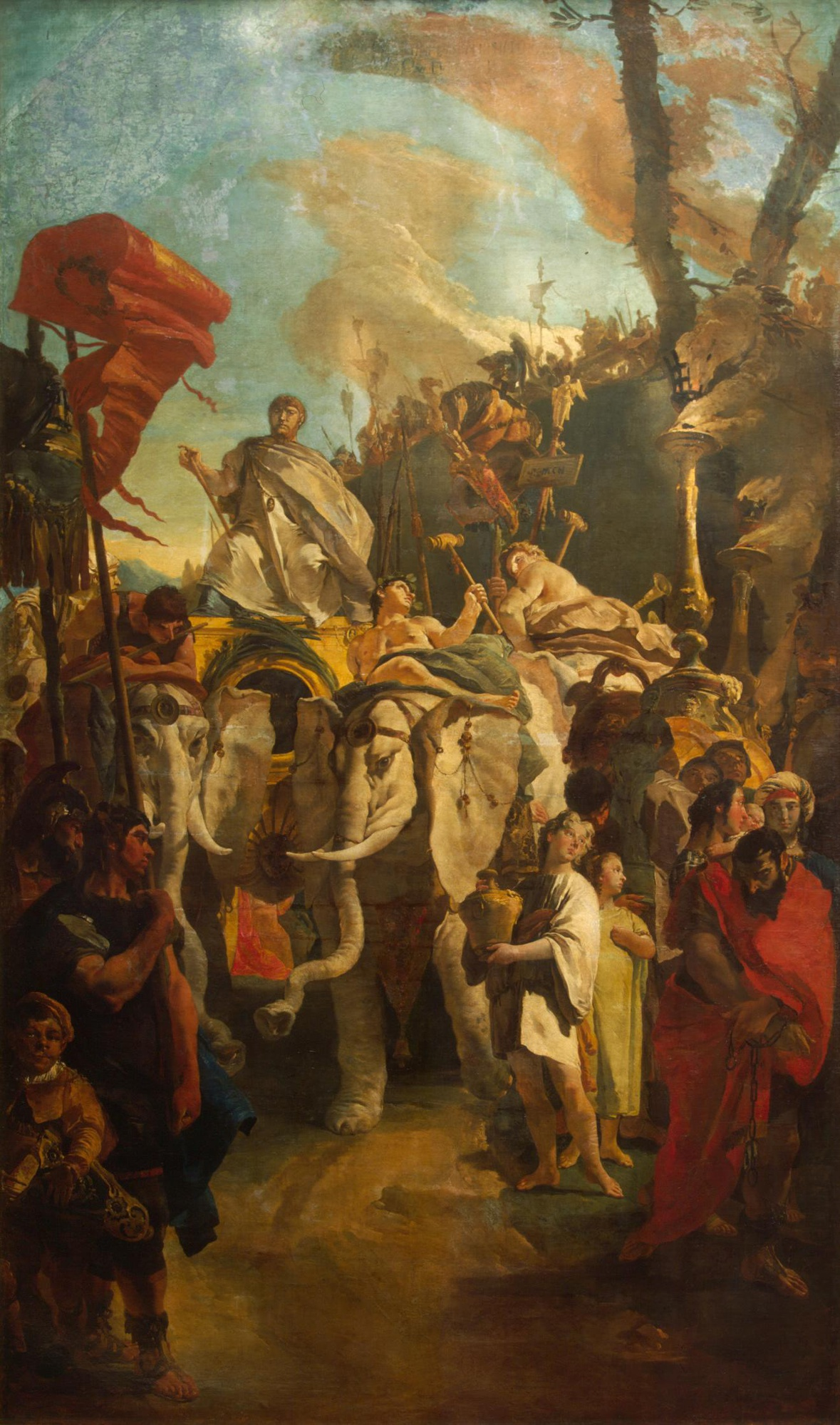
Триумф полководца Мания Курия Дентата. Эрмитаж, Санкт-Петербург
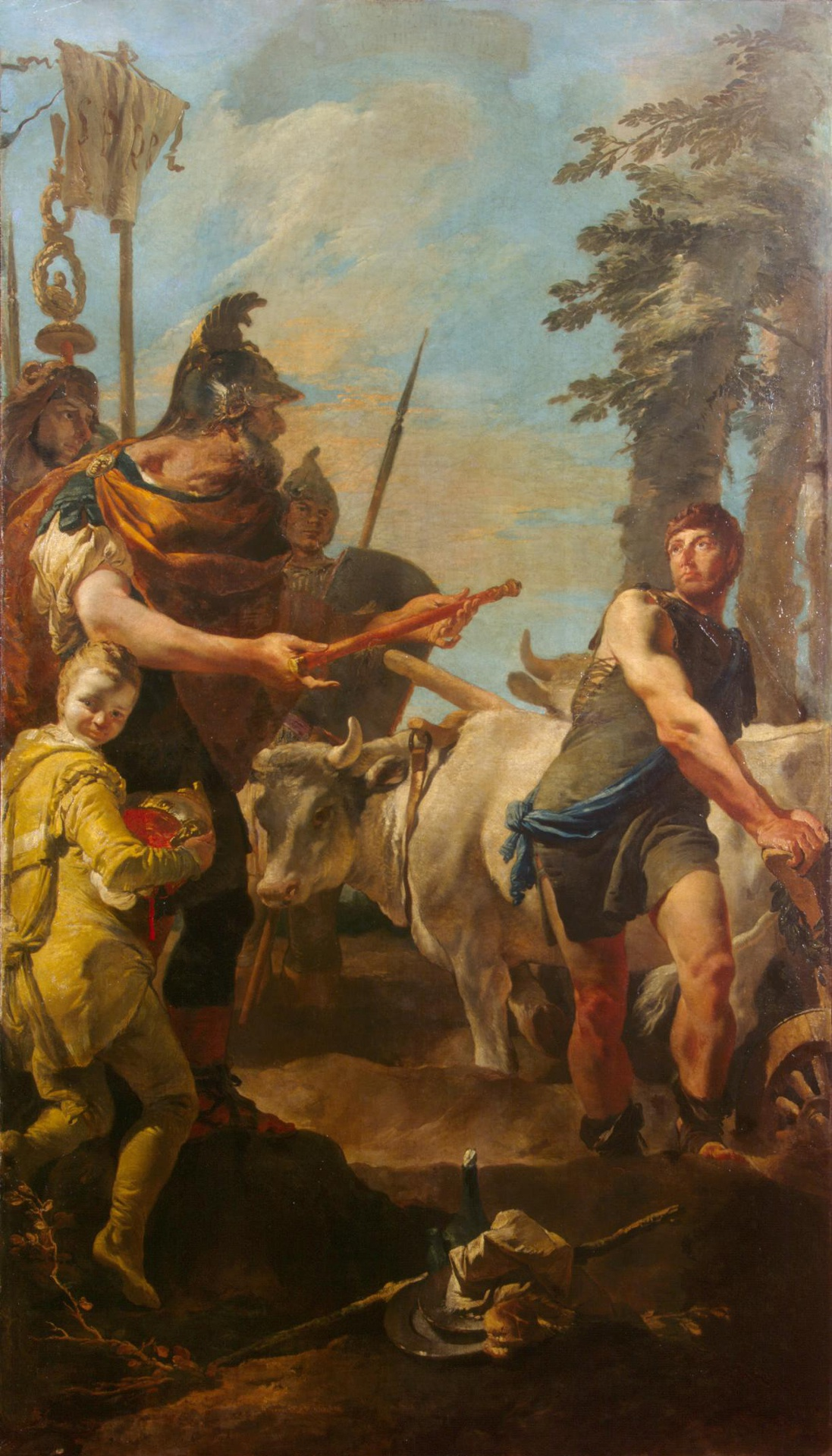
Призвание Цинцинната. Эрмитаж, Санкт-Петербург
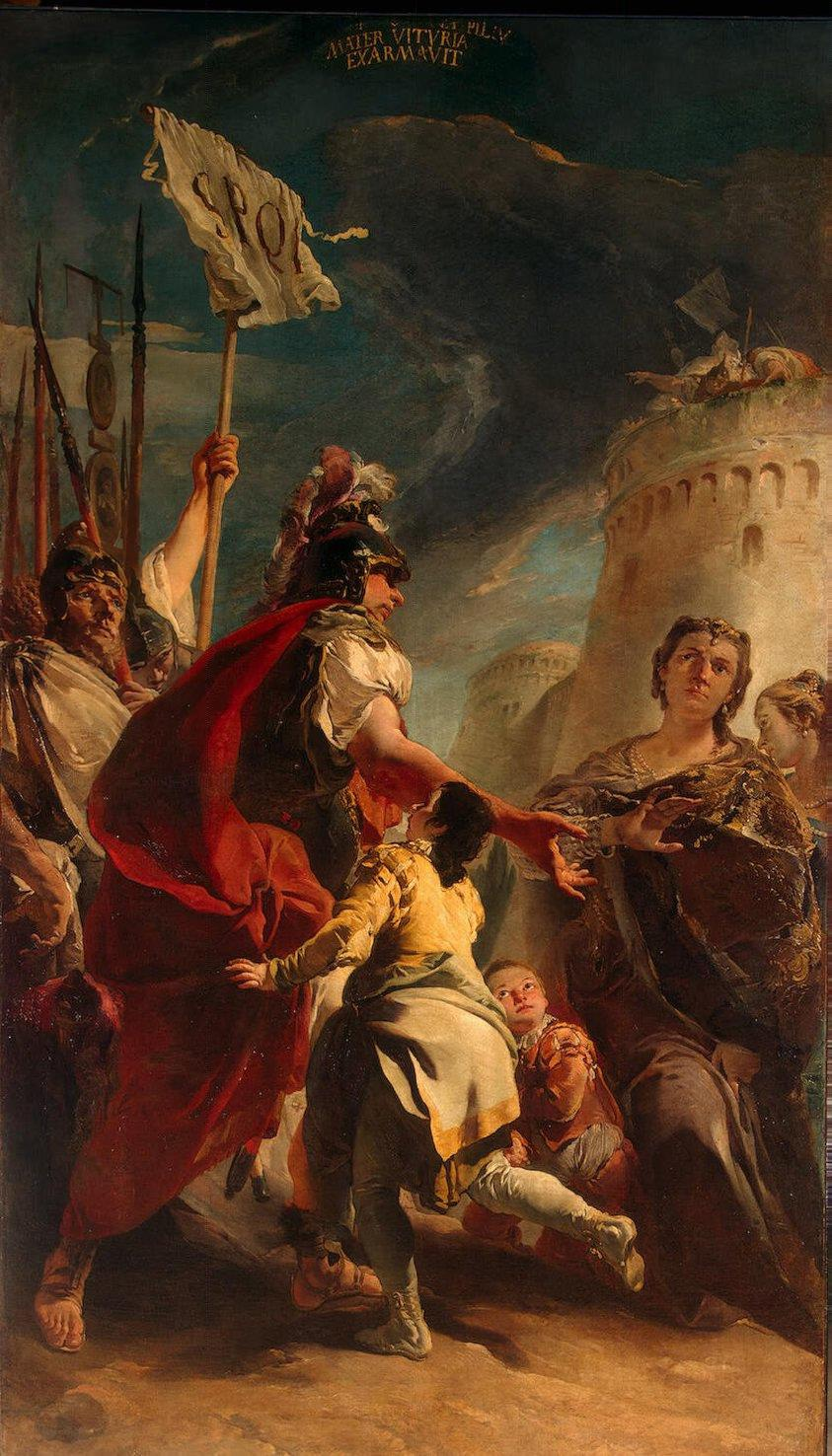
Кориолан под стенами Рима. Эрмитаж, Санкт-Петербург